# Speocera taprobanica
Speocera taprobanica är en spindelart som beskrevs av Brignoli 1981. Speocera taprobanica ingår i släktet Speocera och familjen Ochyroceratidae.
Artens utbredningsområde är Sri Lanka. Inga underarter finns listade i Catalogue of Life.